# Listă cronologică de jocuri video de rol
Acesta este un index cuprinzător al jocurilor video de rol comerciale, sortate cronologic după anul apariției. Informațiile referitoare la data lansării, dezvoltatorul, editura, sistemul de operare, subgenul și notabilitatea sunt furnizate acolo unde sunt disponibile. Tabelul poate fi sortat făcând clic pe casetele mici de lângă titlurile coloanelor. Această listă nu include MUD-uri sau MMORPG-uri. Include jocuri roguelike, de acțiune și tactice (timp real).

Aceasta este o listă de jocuri video de rol în ordine cronologică.

## Anii 1970

### 1974
- Dnd[1][2]

### 1975
- Dungeon[3]
- Tunnels & Trolls[4][5]

## Anii 1980

### 1980
- Akalabeth
- Hellfire Warrior
- Odyssey: The Compleat Apventure
- Rogue

### 1981
- Dragon's Eye
- Empire I: World Builders
- Ultima I
- Wizardry: Proving Grounds of the Mad Overlord

### 1982
- Telengard
- Tunnels of Doom
- Ultima II

### 1983
- Galactic Adventures
- Gateway to Apshai
- Moria
- Standing Stones
- Ultima III

### 1984
- Hydlide
- Questron
- Mandragore

### 1985
- Alternate Reality
- Bard's Tale
- Phantasie
- Ultima IV

### 1986
- Dragon Quest
- Starflight
- Tera
- The legend of Zelda

### 1987
- Dragon Quest II
- Dungeon Master
- Final Fantasy
- Might and Magic: The Secret of the Inner Sanctum
- Phantasy Star
- Ys

### 1988
- Dragon Quest III
- Final Fantasy II
- Might and Magic II: Gates to Another World
- Pool of Radiance
- Ultima V
- Wasteland

### 1989
- Chaos Strikes Back
- Faria: A World of Mystery and Danger!
- Chevaliers de l'An Mil, Les
- Legend of the Ghost Lion
- Phantasy Star II
- Sentinel Worlds I: Future Magic
- Starflight 2
- Super Hydlide
- Sweet Home

## Anii 1990

### 1990
- Aretha
- Buck Rogers: Countdown to Doomsday
- Burai: Hachigyoku no yūshi densetsu
- Champions of Krynn
- Cyber Knight
- Dragon Quest IV
- Drakkhen
- Eye of the Beholder
- Final Fantasy III
- Hard Nova
- Ultima VI

### 1991
- Aretha II
- Arcus Odyssey
- Crystals of Arborea
- Ninja Burai Densetsu
- Eye of the Beholder II: The Legend of Darkmoon
- Final Fantasy IV
- Gateway to the Savage Frontier
- Mystic Quest
- Might and Magic III: Isles of Terra
- Phantasy Star III: Generations of Doom
- Shining in the Darkness

### 1992
- Aretha III
- Buck Rogers: Matrix Cubed
- Challenge of the Five Realms
- Darklands
- Dragon Quest V
- Final Fantasy V
- Hokuto no Ken 5: Tenma Ryuuseiden Ai Zesshou
- Ishar
- Maka Maka
- Might and Magic IV: Clouds of Xeen
- Mystic Quest Legend
- Phantasy Star Adventure
- Phantasy Star Gaiden
- Traysia
- Treasures of the Savage Frontier
- Ultima VII
- Ultima Underworld: The Stygian Abyss
- Ultima Underworld II: Labyrinth of Worlds
- Romancing SaGa

### 1993
- Aretha: The Super Famicom
- Breath of Fire
- Betrayal at Krondor
- Dungeon Hack
- Dungeon Master 2
- Forgotten Realms: Unlimited Adventures
- Hiōden: Mamono-tachi tono Chikai
- Ishar 2
- Lands of Lore
- Might and Magic V : la Face cachée de Xeen
- Mouryou Senki MADARA 2
- Secret of Mana
- Secret of the Stars
- Romancing SaGa 2
- Ryuki Heidan Danzalv
- The Twisted Tales of Spike McFang
- Trinea

### 1994
- Aretha II: Ariel no Fushigi na Tabi
- Breath of Fire II
- Dark Kingdom
- Down the World: Mervil's Ambition
- EarthBound
- Final Fantasy VI
- Haō Taikei Ryū Knight: Road of Paladin
- Ishar 3
- Kabuki Rocks
- Kishin Kourinden ONI
- Live A Live
- Magna Braban: Henreki no Yusha
- Phantasy Star IV: The End of the Millennium
- The Elder Scrolls: Arena
- System Shock
- Ultima VIII

### 1995
- Blue Seed: Kushinada Hirokuden
- Bounty Sword
- Chou Mahou Tairiku Wozz
- Chrono Trigger
- Dragon Quest VI
- DunQuest: Majin Fuuin no Densetsu
- Hi no Ouji: Yamato Takeru
- Light Crusader
- Mahōjin Guru Guru
- Maten Densetsu: Senritsu no Ooparts
- Rejoice: Aretha Oukoku no Kanata
- Ruin Arm
- Secret of Evermore
- Seiken Densetsu 3
- Shin Seikoku: La Wares
- Suikoden
- Tales of Phantasia
- Terranigma
- Romancing SaGa 3

### 1996
- Bakumatsu Kourinden ONI
- The Elder Scrolls II: Daggerfall
- Madara Saga: Youchien Senki Madara
- Mahoujin Guru Guru 2
- Monstania
- Radical Dreamers
- Shining the Holy Ark
- Super Mario RPG: Legend of the Seven Stars
- Wild Arms
- Rudra no Hihou
- Star Ocean

### 1997
- Breath of Fire III
- Diablo
- Dark Law: Meaning of Death
- An Elder Scrolls Legend: Battlespire
- Fallout
- Final Fantasy VII
- Grandia
- Lands of Lore 2: Guardians of Destiny
- Milandra
- Format:Langue
- SaGa Frontier
- Solid Runner
- Tales of Destiny
- Ultima Online

### 1998
- Baldur's Gate
- Dungeon Master Nexus
- The Elder Scrolls Adventures: Redguard
- Fallout 2
- Hexplore
- Legend of Legaia
- Lineage
- Might and Magic VI: The Mandate of Heaven
- Panzer Dragoon Saga
- Xenogears

### 1999
- Asheron's Call
- Chrono Cross
- Darkstone
- EverQuest
- Evolution 2: Far Off Promise
- Final Fantasy VIII
- Legend of Mana
- Might and Magic VII: For Blood and Honor
- Lands of Lore III
- Pokémon Rouge et Bleu
- Revenant
- Septerra Core
- Shenmue
- Silver
- System Shock 2
- Ultima IX Ascension
- Valkyrie Profile
- Wild Arms 2
- Planescape: Torment
- SaGa Frontier 2
- Star Ocean: The Second Story

## Anii 2000

### 2000
- Baldur's Gate II: Shadows of Amn
- Breath of Fire IV
- Diablo II
- Dragon Quest VII
- Final Fantasy IX
- Grandia 2
- Icewind Dale
- Might and Magic VIII: Day of the Destroyer
- Nox
- Summoner
- Tales of Eternia
- Vagrant Story
- Vampire : La Mascarade - Rédemption

### 2001
- Anarchy Online
- Animal Crossing
- Arcanum : Engrenages et Sortilèges
- Dark Age of Camelot
- Evil Islands
- Final Fantasy X
- Gothic
- Paper Mario
- Pokémon Or et Argent
- Shenmue II
- Skies of Arcadia
- Star Ocean: Blue Sphere
- TEM La Firme - Terraforming enterprise of MARS
- Throne of Darkness

### 2002
- Arx Fatalis
- Asheron's Call 2
- Divine Divinity
- Dungeon Siege
- The Elder Scrolls III: Morrowind
- Golden Sun
- Gorasul : L'Héritage du dragon
- Icewind Dale II
- Kingdom Hearts
- Might and Magic IX
- Neverwinter Nights
- Unlimited Saga
- Star fox  Adventure
- Wild Arms 3
- Xenosaga Episode I: Der Wille zur Macht
- Yakusoku no Chi Riviera

### 2003
- Baten Kaitos
- Breath of Fire: Dragon Quarter
- Dark Chronicle
- Darkened Skye
- Entropia Universe
- EVE Online
- Final Fantasy X-2
- Golden Sun : L'Âge perdu
- Gothic 2
- Harvest Moon: A Wonderful Life
- Lineage II
- Mario and Luigi: Superstar Saga
- Mistmare
- Shadowbane
- Spellforce: The Order of Dawn
- Star Ocean: Till the End of Time
- Star Wars Galaxies
- Star Wars: Knights of the Old Republic
- Slayers Online

### 2004
- Beyond Divinity
- Star Wars : Knights Of the Old Republic 2 : The Sith Lords
- City of Heroes
- Dofus
- Dragon Quest VIII
- EverQuest II
- Fable
- Final Fantasy XI
- Kingdom Hearts: Chain of Memories
- Kult: Heretic Kingdoms
- Paper Mario : la Porte millénaire
- Pokémon Émeraude
- Pokémon Rouge Feu et Vert Feuille
- Sacred
- Sword of Mana
- Tales of Symphonia
- The Fall: Last Days of Gaia
- The Saga of Ryzom
- Vampire: The Masquerade - Bloodlines
- World of Warcraft
- Xenosaga Episode II: Jenseits von Gut und Böse

### 2005
- Dungeon Lords
- Dungeon Siege II
- Guild Wars
- Kingdom Hearts 2
- Neverend : La Malédiction des Fées
- Roma Victor
- Shadow Hearts: Covenant
- The Bard's Tale
- The Matrix Online
- Wild Arms 4

### 2006
- Archlord
- Atelier Iris 3: Grand Fantasm
- Dark and Light
- Etrom: The Astral Essence
- Gods: Lands of Infinity
- Gothic 3
- Magical Starsign
- Mario et Luigi : Les Frères du temps
- Neverwinter Nights 2
- Phantasy Star Universe
- Silverfall
- SpellForce 2: Shadow Wars
- The Elder Scrolls IV: Oblivion
- Titan Quest

### 2007
- Dawn of Magic
- Etrian Odyssey
- Final Fantasy XII
- Gods and Heroes: Rome Rising
- Grotesque
- Hellgate: London
- Jade Empire
- Loki
- Lost Odyssey
- Magical Starsign
- Mass Effect
- Le Seigneur des anneaux online
- Pokémon Diamant et Perle
- Regnum Online
- Stranger
- Tabula rasa
- The Chronicles of Spellborn
- The Witcher
- Two Worlds
- Vanguard: Saga of Heroes
- World of Warcraft: The Burning Crusade

### 2008
- Age of Conan: Hyborian Adventures
- Fable 2
- Inazuma Eleven
- Infinite Undiscovery
- Le Seigneur des Anneaux Online : les Mines de la Moria
- Pirates of the Burning Sea
- Rise of the Argonauts
- Sacred 2: Fallen Angel
- Tales of Symphonia : Dawn of the new world
- The Last Remnant
- Warhammer Online: Age of Reckoning
- World of Warcraft: Wrath of the Lich King

### 2009
- Aion: The Tower of Eternity
- Demon's Souls
- Divinity 2: Ego Draconis
- Dragon Age: Origins
- Eternal Eden 2
- Final Fantasy: The 4 Heroes of Light
- Inazuma Eleven 2
- Inquisitor
- King Arthur
- Risen
- Star Ocean: The Last Hope
- Tales of Vesperia
- Trinity Universe
- Mario et Luigi : Voyage au centre de Bowser
- Wakfu : Les Gardiens

## Anii 2010

### 2010
- Alpha Protocol
- Arena
- Drakensang: The River of Time
- Fable 3
- Fallout: New Vegas
- Final Fantasy XIII
- Inazuma Eleven 3
- Kingdom Hearts: Birth by Sleep
- Mass Effect 2
- Ni no Kuni
- Two Worlds II
- World of Warcraft: Cataclysm
- Xenoblade Chronicles

### 2011
- Dark Souls
- Shin Megami Tensei: Devil Survivor Overclocked
- The Elder Scrolls V: Skyrim
- The Witcher 2: Assassins of Kings

### 2012
- Bravely Default
- Diablo III
- Dragon's Dogma
- Dragon Quest X : Le Réveil des cinq tribus
- Final Fantasy XIII-2
- Game of Thrones
- Les Royaumes d'Amalur : Reckoning
- Legend of Grimrock
- Mass Effect 3
- Of Orcs and Men
- One Piece: Romance Dawn
- Pandora's Tower
- Pokémon : Donjon mystère - Les Portes de l'infini
- Project X Zone
- Risen 2
- Shin Megami Tensei: Devil Summoner - Soul Hackers
- The Last Story
- The Secret World
- Wakfu

### 2013
- Dragon's Crown
- Etrian Odyssey IV: Legends of the Titan
- Final Fantasy XIV
- Inazuma Eleven 3
- Mario and Luigi: Dream Team Bros.
- Monster Hunter 3 Ultimate
- Pokémon X et Y
- Shadowrun Returns
- The Dark Eye Demonicon

### 2014
- Child of Light
- Dark Souls II
- Divinity: Original Sin
- Dragon Age: Inquisition
- Lightning Returns: Final Fantasy XIII
- Lords of the Fallen
- Pillars of Eternity
- Risen 3: Titan Lords
- South Park : Le Bâton de la vérité
- The Elder Scrolls Online
- Wasteland 2

### 2015
- Bloodborne
- Fallout 4
- Tales of Zestiria
- The Witcher 3: Wild Hunt
- Torment: Tides of Numenera
- Underrail
- Undertale
- Xenoblade Chronicles X

### 2016
- Dark Souls III
- Dragon Quest Builders
- Final Fantasy XV
- Persona 5

### 2017
- Albion Online
- Horizon Zero Dawn
- Nioh
- South Park: L'Annale du Destin
- Xenoblade Chronicles 2

### 2019
- Druidstone: The Secret of the Menhir Forest

## Anii 2020

### 2020
- Cyberpunk 2077
- Gamedec

### 2021
- ATOM RPG Trudograd
- Encased: A Sci-Fi Post-Apocalyptic RPG
- Pathfinder: Wrath of the Righteous